# Enfermería en Alemania
Los enfermeros alemanes son ahora conocidos como Gesundheits- und Krankenpfleger (cuidador de la salud y de los enfermos), que es un nombre registrado. Antes de esto el nombre oficial fue Krankenschwester (mujer) y Krankenpfleger (hombre).

## Registro
Para estar registrado como enfermero se necesita efectuar el examen estatal  oficial de enfermería. Hay diferentes distritos (en Baden-Württemberg, por ejemplo, el Regierungspräsidium) que se encargan del registro en los diferentes estados.

## Educación

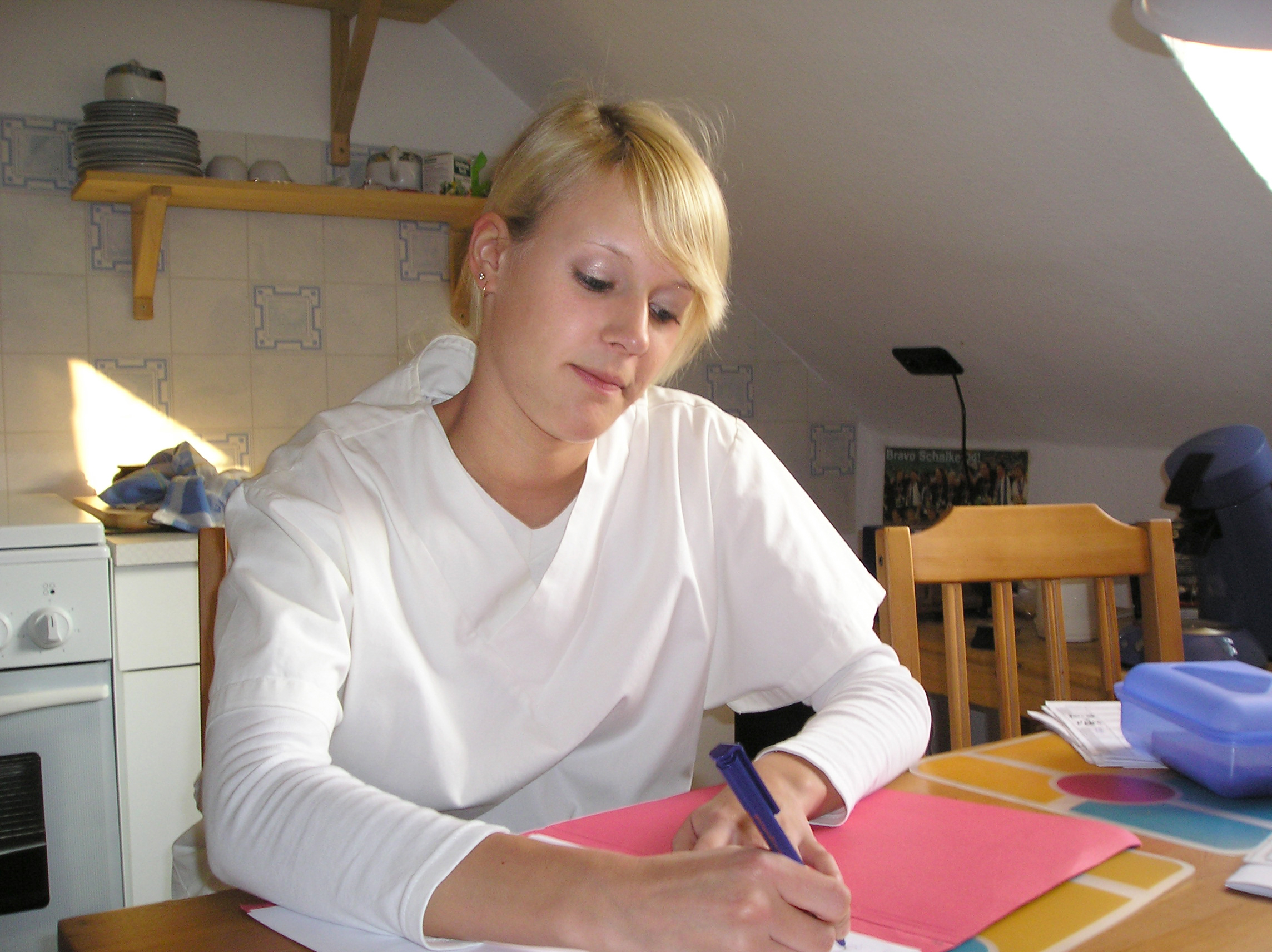
Una enfermera alemana.

En muchos casos los enfermeros comienzan a aprender la profesión en una escuela especial de enfermería que está muy conectada al hospital. Antes de comenzar en la escuela necesitan medio año de prácticas en un hospital. La formación enfermera se realiza de acuerdo a las regulaciones de la Unión Europea y dura tres años incluyendo tanto las en torno a 3.300 horas de conocimientos teóricos y las 2.500 horas de entrenamiento práctico en diferentes servicios del hospital.
Están previstos diversos cambios siendo ahora posible estudiar enfermería con una base de ciencias (principalmente en universidades de ciencias aplicadas). Pero aún es necesario efectuar el examen oficial estatal para estar registrado. Algunas universidades ofrecen un programa especial a los estudiantes de enfermería locales donde se les forma para tener el bachillerato de ciencias y el registro estatal. Algunas universidades ofrecen cursos de postgrado.
Hay escasos auxiliares de enfermería en Alemania debido a que la mayoría de escuelas de este tipo fueron clausuradas hace varios años. Sin embargo esto podría cambiar de nuevo con la introducción de la enfermería universitaria curricular.

## Especialización
Hay diferentes caminos para especializarse tras concluir la formación de enfermería, denominadas Fachweiterbildung. Los salarios son ligeramente superiores con una Fachweiterbildung. La especialización incluye en torno a 720–800 horas de educación teórica y práctica. Al final hay un examen estatal o la escritura de una tesis.
Hay especializaciones oficiales de dos años en:
- UCI y anestesia
- OR
- oncología
- cuidado domiciliario
- psiquiatría
- cuidado paliativo
- gestión de calidad
- higiene
- gestión de almacén

También es posible efectuar pequeños cursos para continuar aprendiendo y profundizando en el conocimiento teniendo como ejemplos la gestión de material, cursos cortos de oncología y cuidados paliativos, etc.

## Trabajar como enfermero
En hospitales trabajan principalmente enfermeros registrados y estudiantes de enfermería, así como Zivildienstleistende.
Los enfermeros registrados en Alemania se encargan del cuidado de los pacientes y hay diferentes sistemas sobre quién y cómo son tratados los pacientes: (a) proporcionar cuidado a una serie de pacientes incluyendo todo el trabajo que se necesita hacer o (b) proporcionar cuidados a los pacientes de un campo concreto efectuando sólo una labor específica. El trabajo incluye una planificación basado en las necesidades y condiciones del paciente, documentar, escribir sobre el progreso y la situación actual. La preparación de medicación es competencia de los enfermeros al igual que su aplicación: tabletas, infusión, etc. Pero no la administración de administraciones directas intravenosas con jeringa (excepto en la UCI). Las bolsas de sangre y los sistemas de suero no son gestionados por los enfermeros (excepto en la UCI), hecho normalmente por estudiantes de medicina, incluso aunque esté contemplado como habilidad en el currículum.
Todos los cuidados básicos están efectuados por enfermeros registrados, o bien coordinan y el estudiante de enfermería ejecuta.
Los cuidados especiales como la colocación de un cateter vesical, sonda nasogástrica, tratamiento de lesiones y su vendaje son efectuados por enfermeros registrados o estudiantes de enfermería (bajo supervisión).